# Ceradenia phalacron
Ceradenia phalacron là một loài dương xỉ trong họ Polypodiaceae. Loài này được Stolze A.R. Sm. mô tả khoa học đầu tiên năm 1995.